# Beau Jack
Beau Jack, eigentlich Sydney Walker, (* 1. April 1921 in Augusta, Georgia; † 9. Februar 2000 in Miami, Florida) war ein US-amerikanischer Boxer.

## Profikarriere
Beau Jack, der diesen Spitznamen von seiner Großmutter erhielt, stammte aus Georgia, boxte aber vor allem an der Ostküste der Vereinigten Staaten. Er begann 1939 mit dem Boxen und wurde mit seinem spektakulären Angriffsboxen sowie guten Nehmerfähigkeiten schnell beliebt. Er hält den Rekord mit 21 Hauptkämpfen im Madison Square Garden.
Sein erster Titelgewinn gelang ihm am 18. Dezember 1942, er besiegte im Kampf um den vakanten NYSAC-Leichtgewichtstitel Tippy Larkin durch K. o. in der dritten Runde. In seinen nächsten Kämpfen im Frühjahr 1943 besiegte er zweimal den Weltergewichtler Fritzie Zivic. Auch den angesehenen Veteranen Henry Armstrong schlug er, bevor er im Mai 1943 seinen Titel durch eine Punktniederlage an Bob Montgomery im ersten von insgesamt vier Duellen verlor. Das zweite Aufeinandertreffen mit Montgomery im November 1943 konnte er für sich entscheiden, verlor allerdings die dritte Begegnung im März 1944, jeweils um den Titel. Im selben Monat siegte er außerdem gegen Al „Bummy“ Davis und Juan Zurita.
Im August 1944 fand der vierte Kampf gegen Montgomery statt, ein Nichttitelkampf, um den Verkauf von Kriegsanleihen anzukurbeln, bei dem beide Boxer auf Antrittsgelder verzichteten. Es wurden knapp 16.000 dieser Anleihen verkauft, was einer Einnahme von 36 Millionen Dollar entsprach. Montgomery gewann den Kampf nach Punkten.
Im Jahr 1946 gelang Beau Jack ein vorzeitiger Sieg gegen Sammy Angott. Gegen Tony Janiro musste er im Februar 1947 mit einer Knieverletzung aufgeben, gewann aber den Rückkampf im Mai 1948 nach Punkten.
Am 12. Juli 1948 traf auf den schlagstarken Leichtgewichtsweltmeister Ike Williams, der zuvor Montgomery durch K. o. besiegt hatte und ging das einzige Mal im Leichtgewicht K. o. Es war sein letzter Kampf in dieser Gewichtsklasse, er hatte zu stark abkochen müssen.
1949 unterlag er dem Weltergewichtler Kid Gavilán nach Punkten. Er boxte auch gegen Williams noch weitere drei Mal, konnte ihn aber nicht schlagen. Auch der Weltergewichtler Gil Turner besiegte ihn vorzeitig. Als er 1955 gegen Williams nach der achten Runde aufgeben musste, beendete er seine Karriere.
1991 fand Jack Aufnahme in die International Boxing Hall of Fame.